# Bolo (interpretación)
Un bolo es, en el argot musical y teatral, una función que se realiza fuera de la temporada estándar de actuaciones que un músico o compañía teatral tienen contratadas. Por tanto se trata de una actuación esporádica u ocasional que suele contratarse de manera improvisada en lugar de estar sujeta a un contrato más formal, con fechas, actuaciones y duraciones determinadas como ocurre con una gira musical.
Una definición amplia del término existe en el Diccionario de la lengua española, indicando que es «cada una de las funciones ofrecidas fuera de temporada en distintas poblaciones por una compañía teatral o por un artista».